# Starszy oficer
Starszy oficer – stanowisko oficerskie w dziale pokładowym na statku handlowym. W sprawach nautycznych jest zastępcą kapitana. Funkcję starszego oficera zalicza się do stanowisk na poziomie zarządzania, niezbędnych dla zapewnienia bezpieczeństwa żeglugi. Odpowiada za ładunek, konserwację statku, gospodarkę okrętową, kieruje bieżącymi pracami pokładowymi.

## Kwalifikacje starszego oficera w żegludze wielkiej
Osoby zajmujące stanowisko starszego oficera muszą wykazać się odpowiednimi kwalifikacjami udokumentowanymi dyplomem wydanym przez urząd morski. 
1. Do uzyskania dyplomu starszego oficera pokładowego na statkach o pojemności od 500 do 3.000 BRT wymagane jest posiadanie świadectwa przeszkolenia w zakresie wykorzystania radaru i ARPA na poziomie zarządzania oraz opcjonalnie:
  - posiadanie dyplomu oficera wachtowego na statkach o pojemności 500 BRT i powyżej, dodatkowej 12-miesięcznej praktyki pływania na stanowisku oficera wachtowego na morskich statkach handlowych o pojemności 500 BRT i powyżej w żegludze międzynarodowej oraz ukończenie kursu w ośrodku szkoleniowym i złożenie egzaminu na poziomie zarządzania (obowiązek ukończenia kursu nie dotyczy absolwentów kierunku nawigacyjnego uczelni morskich.),
  - posiadanie dyplomu kapitana żeglugi przybrzeżnej, dodatkowej 6-miesięcznej praktyki pływania na statkach morskich o pojemności 500 BRT i powyżej w żegludze międzynarodowej na stanowisku oficera wachtowego oraz ukończenie kursu w ośrodku szkoleniowym i złożenie egzaminu na poziomie zarządzania (obowiązek ukończenia kursu nie dotyczy również absolwentów policealnych szkół morskich kształcących na poziomie zarządzania).
2. Do uzyskania dyplomu starszego oficera pokładowego na statkach o pojemności 3.000 BRT i powyżej wymagane jest posiadanie świadectwa przeszkolenia w zakresie wykorzystania radaru i ARPA na poziomie zarządzania oraz opcjonalnie:
  - posiadanie dyplomu oficera wachtowego na statkach o pojemności 500 BRT i powyżej, dodatkowej 18-miesięcznej praktyki pływania na stanowisku oficera wachtowego na morskich statkach handlowych o pojemności 500 BRT i powyżej w żegludze międzynarodowej lub 12 miesięcy praktyki pływania na statkach o pojemności 3.000 BRT i powyżej oraz ukończenie kursu w ośrodku szkoleniowym i złożenie egzaminu na poziomie zarządzania (obowiązek ukończenia kursu nie dotyczy absolwentów kierunku nawigacyjnego uczelni morskich.),
  - posiadanie dyplomu starszego oficera pokładowego na statkach o pojemności od 500 do 3.000 BRT, dodatkowej 6-miesięcznej praktyki pływania na stanowisku starszego oficera pokładowego na morskich statkach handlowych o pojemności 500 BRT i powyżej w żegludze międzynarodowej albo na stanowisku oficera wachtowego na morskich statkach handlowych o pojemności 3.000 BRT i powyżej w żegludze międzynarodowej (obowiązek ukończenia kursu nie dotyczy również absolwentów policealnych szkół morskich kształcących na poziomie zarządzania).